# خواهران کامل
خواهران کامل (به انگلیسی: Perfect Sisters) یا خواهران مرگبار (به انگلیسی: Deadly Sisters) فیلمی محصول سال ۲۰۱۴ و به کارگردانی استنلی ام بروکس است. در این فیلم بازیگرانی همچون ابیگیل برسلین، جورجیا هنلی، جیمز روسو، میرا سوروینو، راستی شومر و زک سانتیاگو ایفای نقش کرده‌اند.